# Jamaikai amazon
A jamaikai amazon (Amazona collaria) a madarak osztályának papagájalakúak (Psittaciformes)  rendjébe és a papagájfélék (Psittacidae) családjába és az araformák (Arinae) alcsaládjába tartozó faj.

## Előfordulása
Jamaica területén honos, ahol síksági esőerdőkben, partvidéki mangroveredőkben és alacsonyabb hegyvidéki erdőkben él.

## Megjelenése
Testhossza 28 centiméter, testtömege 260 gramm. Alapszíne zöld, hasán sárgásabb. Homloka és szemének környéke fehéres. Torka és nyaka vöröses színű.
|  |

## Természetvédelmi helyzete
A fajt a Természetvédelmi Világszövetség Vörös Listáján a sebezhető kategóriába sorolja.
Fő veszélyeztető tényezői az erdőirtás és a hibridizáció más Amazona fajokkal, melyeket kedvtelésből tartanak és amelyek főleg a hurrikánszezonban szöknek meg gondozóiktól és telepednek le a sziget erdeiben.